# Güven Sazak
Pour les articles homonymes, voir Güven.
Güven Sazak (né le 20 janvier 1935 à Ankara et mort en avril 2011) a été le 40e président du club de football turc de Fenerbahçe.
En 1958, il a participé au congrès de Fenerbahçe. Pendant 12 ans, il est le coordinateur social du club. Il a été le président du club en 1993-1994. Il est le président de la reconstruction et de la rénovation du club.